# オチャムチレ
オチャムチレ（グルジア語: ოჩამჩირე、[otʃʰamtʃʰiɾe] ( 音声ファイル)）は、ジョージアのアブハジアにある黒海沿岸の都市。オチャムチレ地区の中心地である。アブハズ語およびロシア語ではオチャムチラ（アブハズ語: Очамчыра、ロシア語: Очамчира）と呼ぶ。
人口は、1989年ソ連国勢調査時点では20,078人であったが、1992年から1993年にかけてのアブハジア紛争でジョージア人の民族浄化が行われた結果、大幅に減少した。この紛争で避難民となった人々のほとんどは、現在もなお市内に帰還できていない。ガリズガ川河口の左岸、アブハジアの首都スフミの南東53キロメートルに位置する。

## 気候
おだやかな冬と厳しい夏を特徴とする温暖湿潤気候である。年平均気温は13.6℃で、1月の平均気温は4.5℃、7月の平均気温は23℃である。年間平均降水量は1,552ミリとなっている。

## 歴史
小さな海沿いの村落から発展した。1877年の露土戦争では、戦場のひとつとなった。
古代ギリシャのギュエノスの植民都市はオチャムチレ付近にあったと推定されているが、遺跡の保存状態がかなり悪いことから確定してはいない。それでも、遺跡からはギリシャ文化の浸透をうかがわせる史料が発見されている。
2009年にタス通信は、ロシアがセヴァストポリ海軍基地に置く黒海艦隊の新しい基地をオチャムチレに建設することを計画していると報じた。

## 姉妹都市
- コストロマ（ロシア）
- ベンデル（モルドバ、沿ドニエストル共和国）[7]

## ゆかりの人物
- ヴィタリ－・ダラセリア - サッカー選手